# Държавен университет на Молдова
Държавният университет на Молдова (на румънски: Universitatea de Stat din Moldova) е висше училище в Кишинев, Молдова. Университетът е основан през 1946 г.

## Факултети
Първоначално е имал 8 факултета – физически, математически, геоложки, образователен, биологичен, химичен, исторически и филологически, в които са се обучавали 320 студенти.
Днес структурата на Университета включва:
- Факултет по изящни изкуства
- Факултет по социология и философия
- Факултет по биология и почвознание
- Факултет по химия и химични технологии
- Юридически факултет
- Факултет по физика
- Факултет по история и философия
- Факултет по журналистика
- Факултет по чужди езици и литература
- Факултет по математика и информатика
- Факултет по международни отношения
- Факултет по икономика

## Известни професори
- Николай Димо
- Михаил Павлов
- Михаил Кот
- Юрий Перлин
- Евгений Покатилов
- Израил Гохберг